# Lovrijenac
La fortaleza Lovrijenac o de San Lorenzo, a menudo llamado "el Gibraltar de Dubrovnik", es una fortaleza y teatro fuera de la muralla occidental de la ciudad de Dubrovnik en Croacia, 37 metros por encima del nivel del mar. Famoso para sus obras e importancia en resistir el dominio veneciano, eclipsa las dos entradas a la ciudad, por mar y por tierra. A comienzas del siglo XI los venecianos intentaron construir un fuerte en el mismo sitio donde Lovrijenac se encuentra ahora. Si hubieran tenido éxito, habrían mantenido Dubrovnik bajo su poder, pero los ciudadanos los vencieron. Las "Crónicas de Ragusa" revelan cómo el fuerte estuvo construido en el tiempo exacto de tres meses y desde entonces siempre ha tenido que reconstruirse. Cuando los barcos venecianos llegaban llenos de materiales para la construcción del fuerte, les dijeron que se marcharan a Venecia. 
Sin embargo, la primera mención de la fortaleza data de 1301, y se refiere a la elección de su comandante. El fuerte ha sido reparado sistemáticamente varias veces, y reconstruido tras una destrucción parcial por terremoto en 1667. Durante el dominio austriaco, fue privado de sus funciones militares. El uso de Lovrijenac como teatro llegó en tiempos más recientes y la representación de "Hamlet" de Shakespeare se ha convertido en todo un símbolo del Festival de Verano de Dubrovnik.

## Diseño
Lovrijenac tiene forma triangular con tres terrazas. El grosor del muro exterior tiene 12 metros, mientras que el muro interior solo tiene 60 centímetros de ancho. Dos puentes levadizos daban paso al fuerte y encima de la puerta se halla una inscripción que dice "No Bene Pro Toto Libertas Venditur Auro" (la libertad no se vende ni por todos los tesoros del mundo).

## Galería

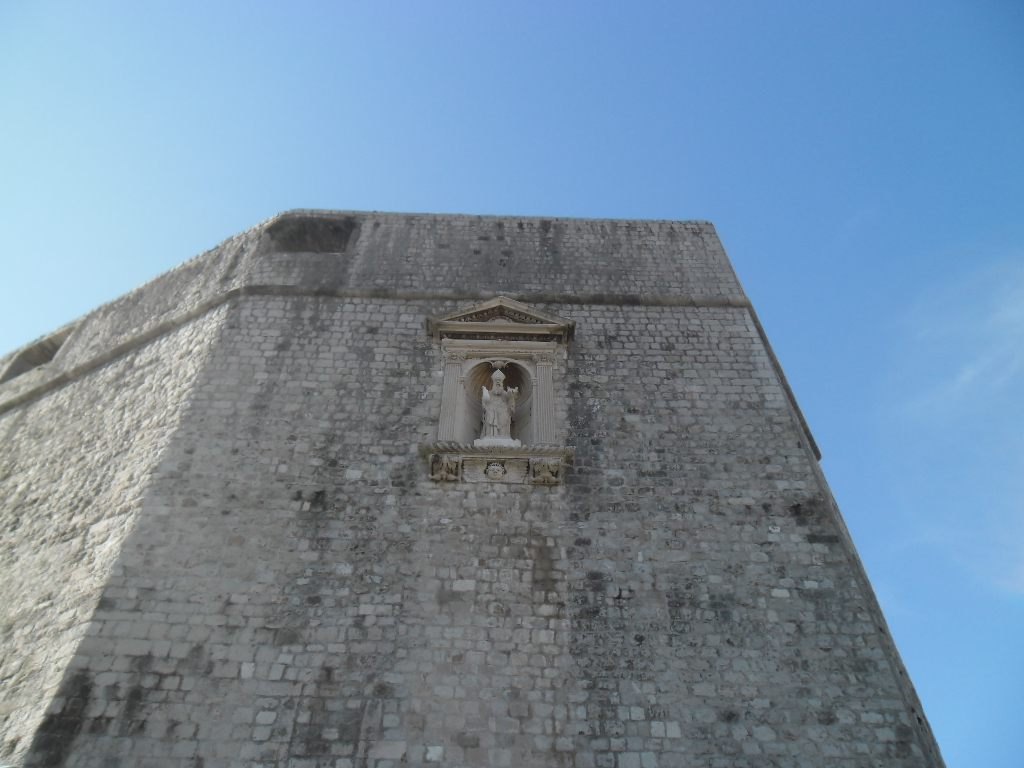
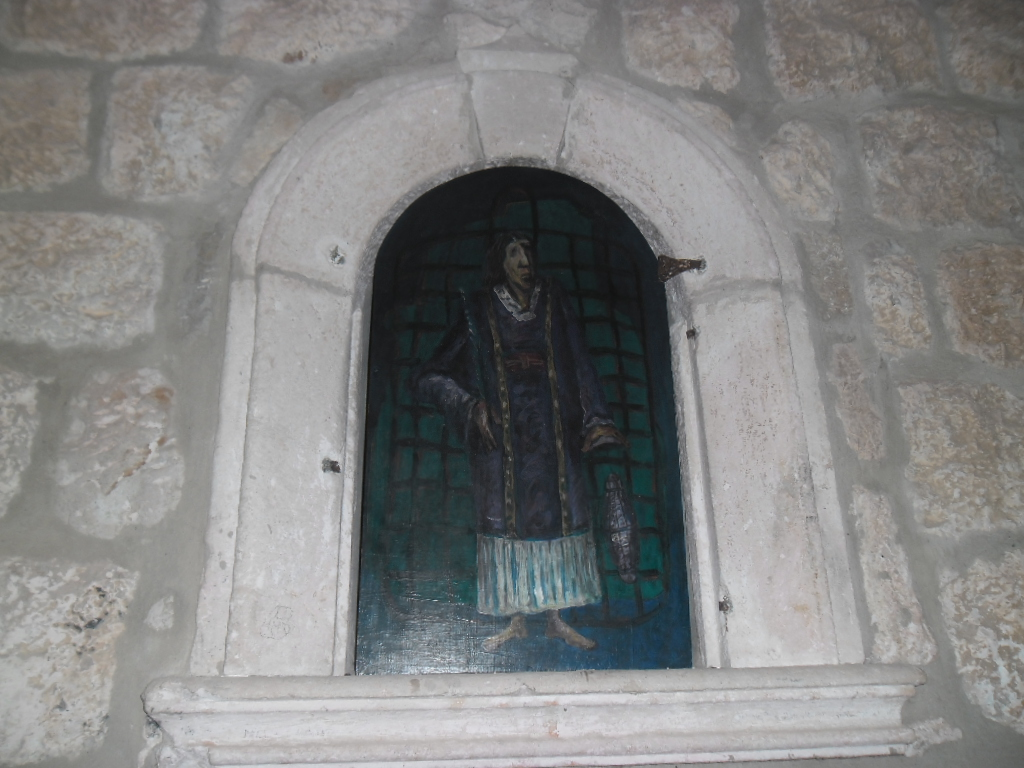
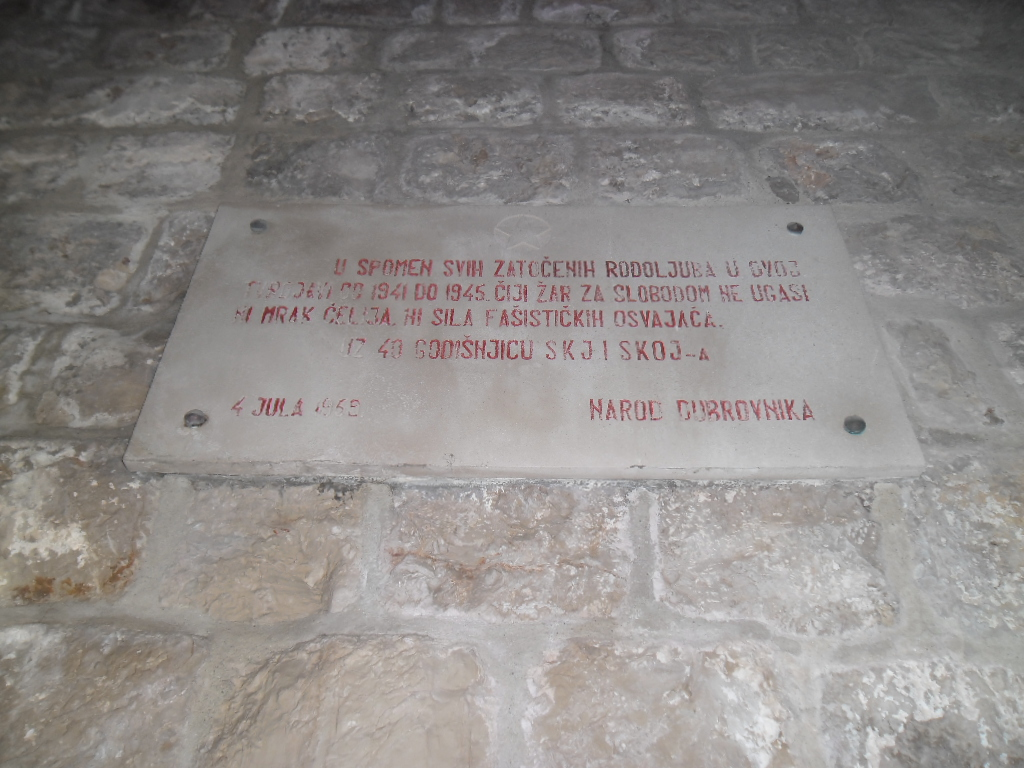
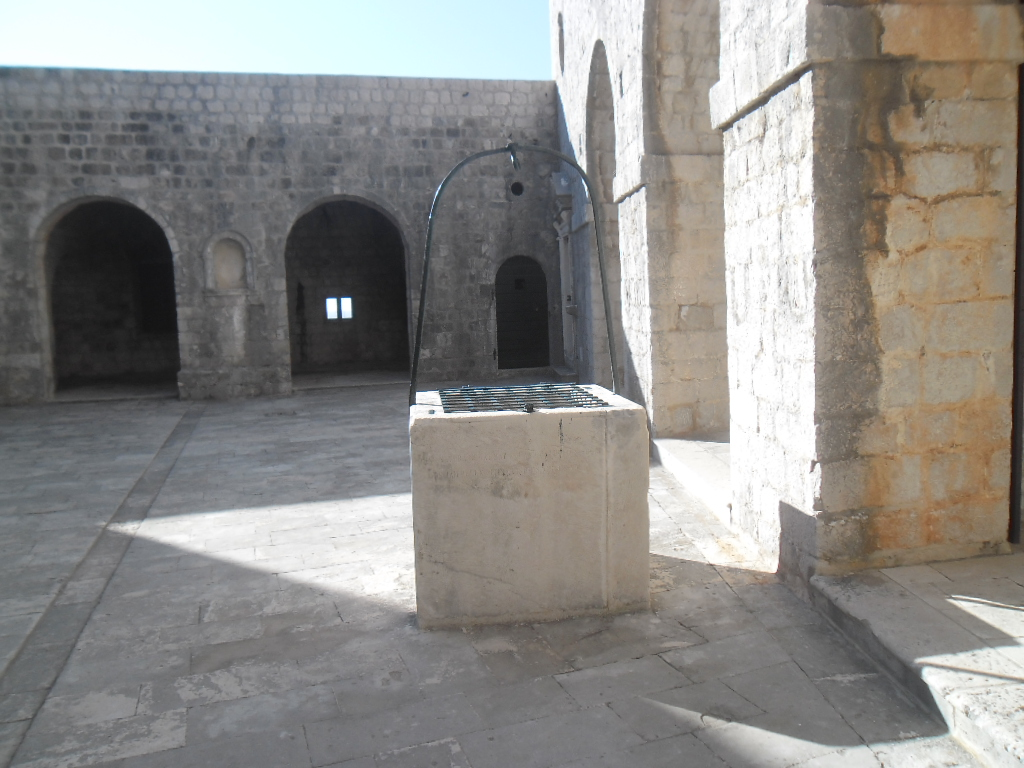
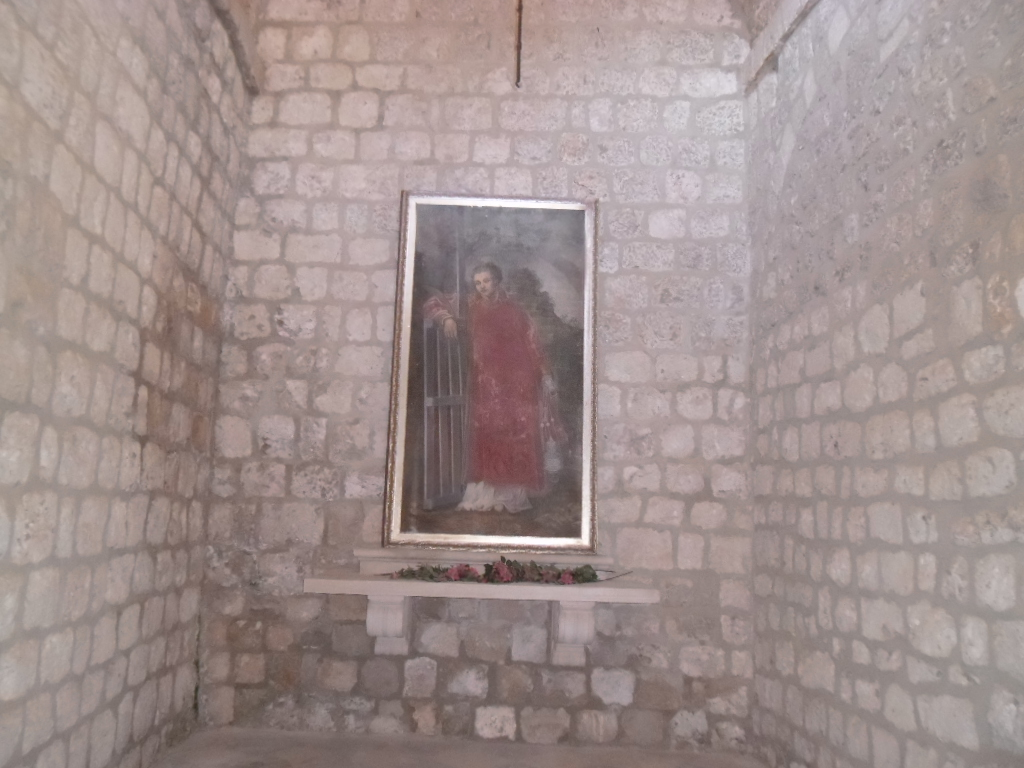
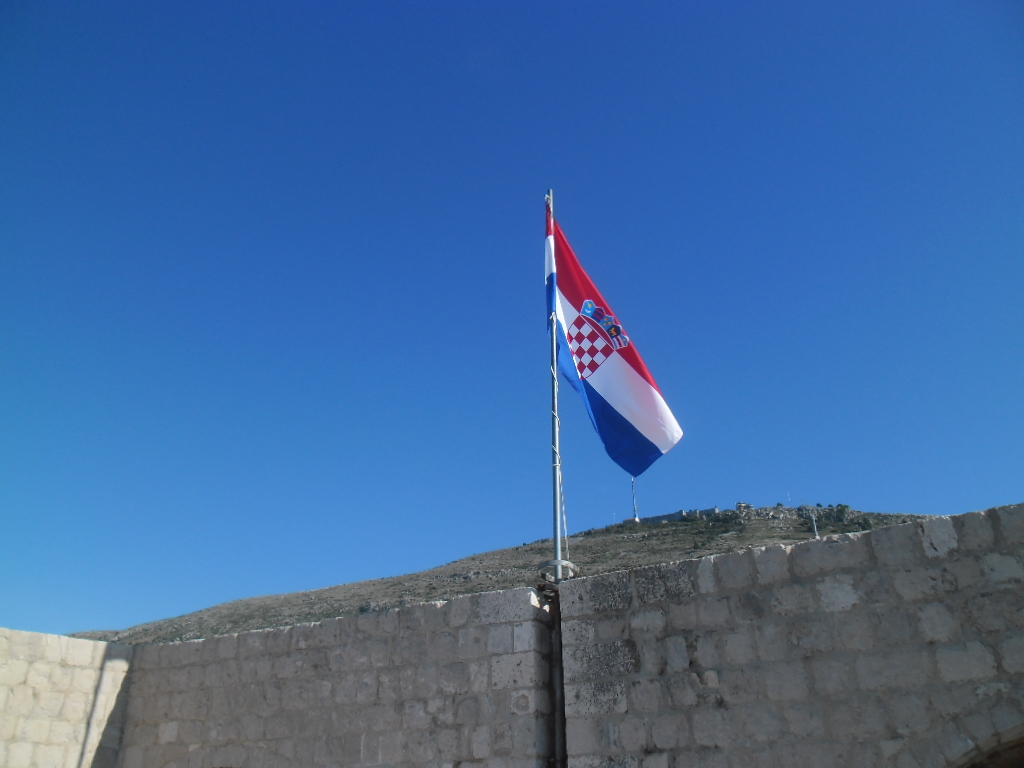
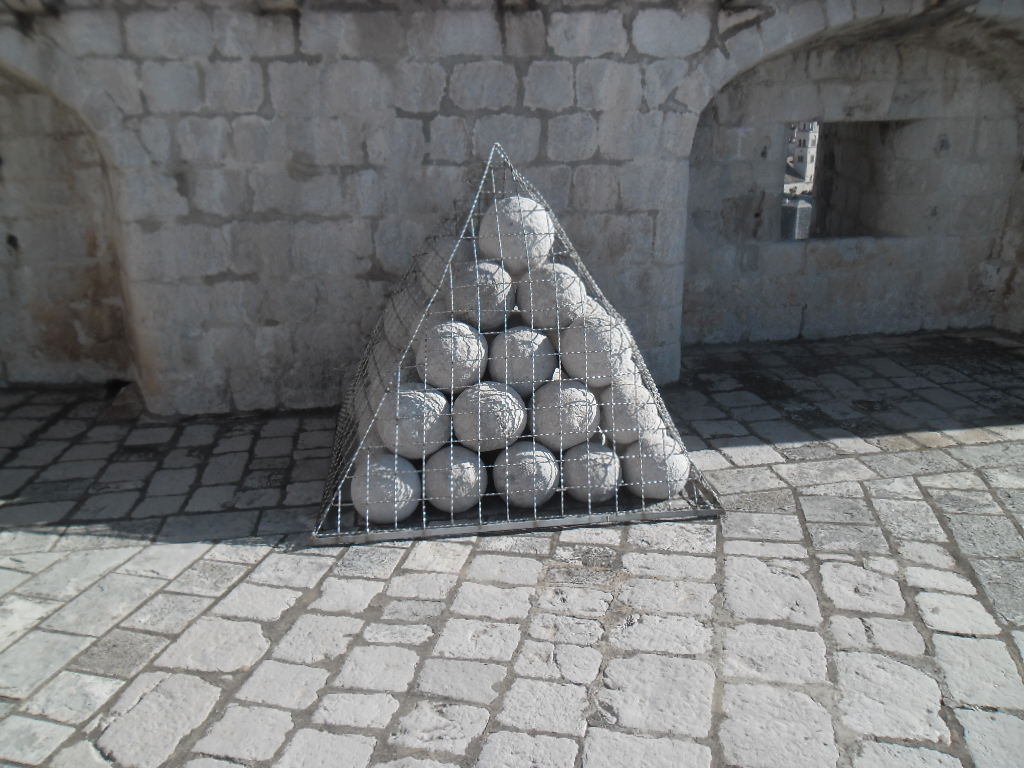
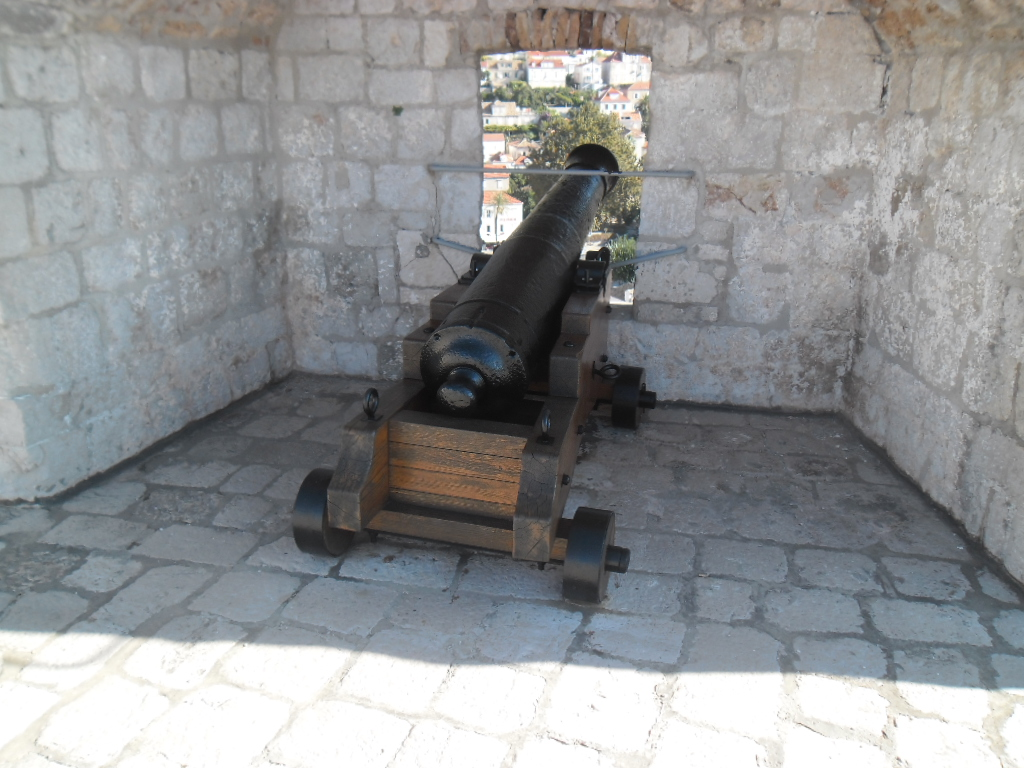
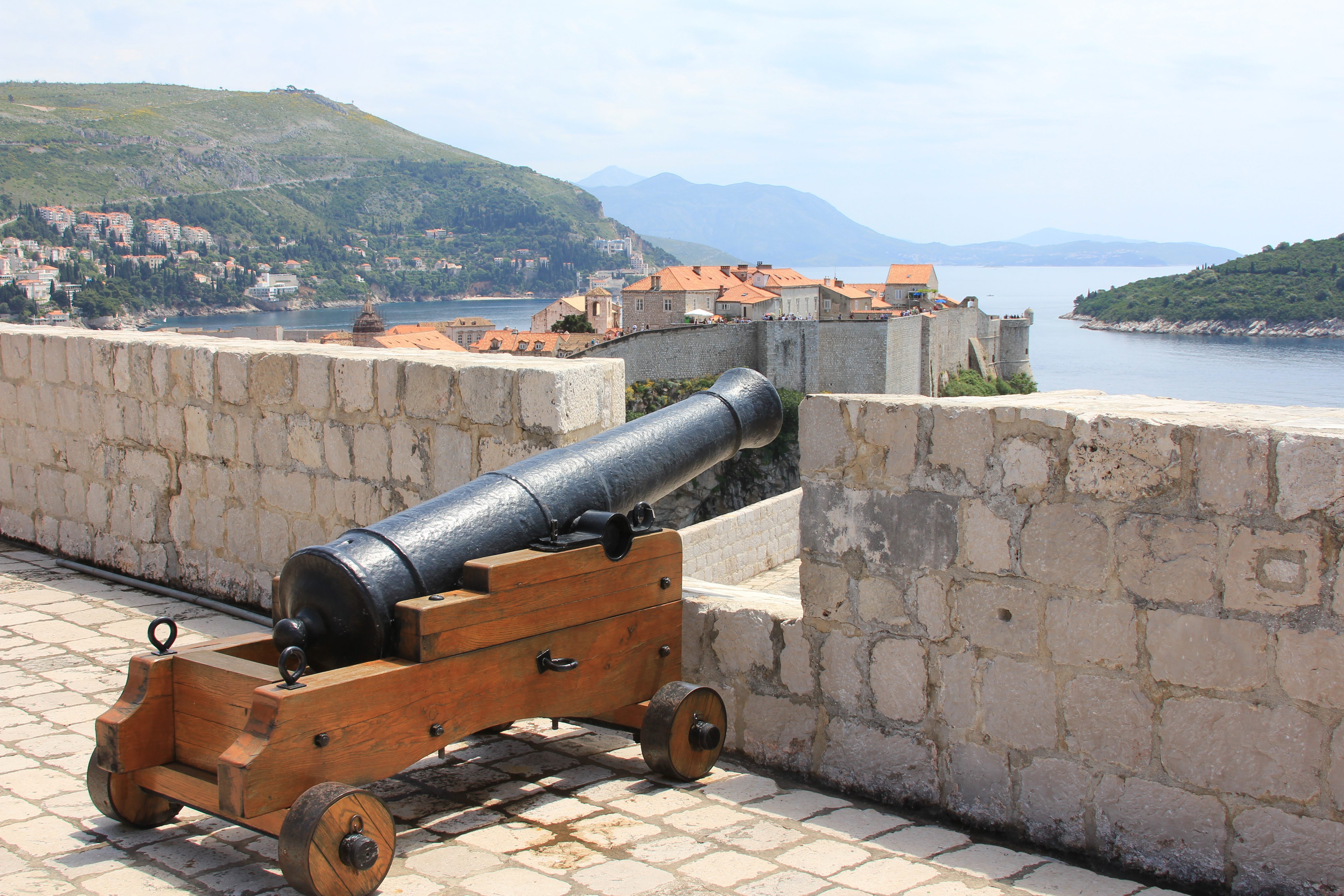
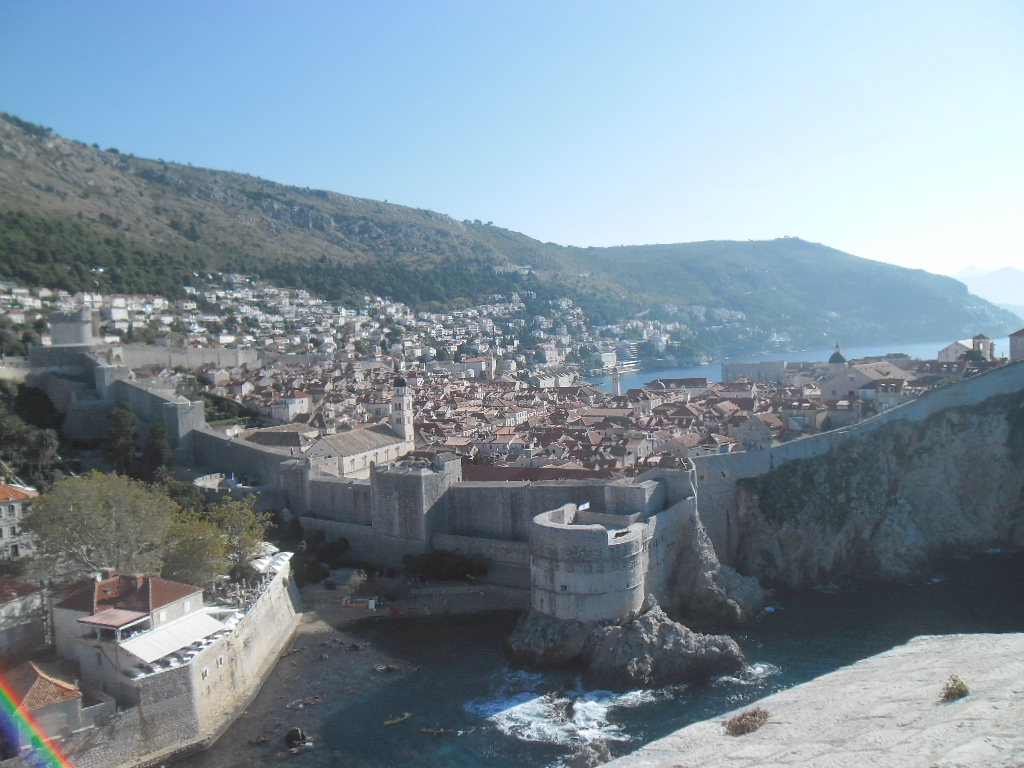
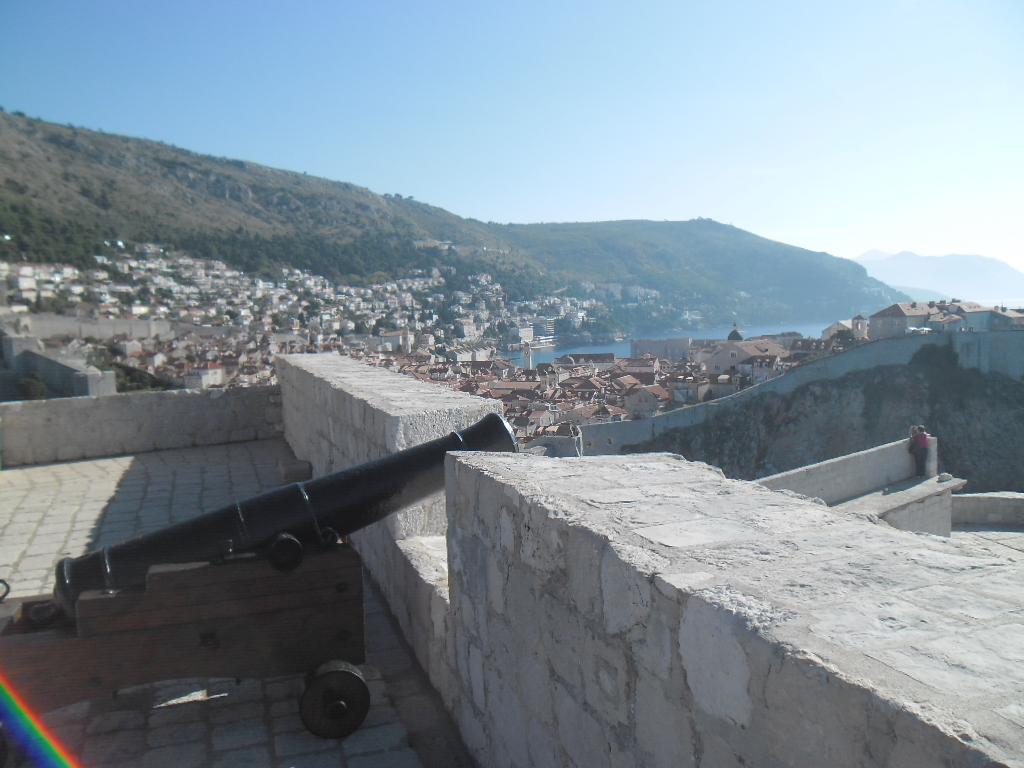